# Вадковський Олександр Федорович
Вадковський Олександр Федорович (1801 – р. с. невід.) – декабрист, військовик. Батько – колишній сенатор Ф.Вадковський (1756– 1806), мати – Катерина, до шлюбу графиня Чернишова, фрейліна. Брат Ф.Вадковського. Навчався у пансіоні при Московському університеті та в петербурзьких приватних закладах, брав уроки у викладачів Пажеського корпусу. 1819 зарахований підпрапорщиком до лейб-гвардії Семеновського полку. 5 січня 1821 (24 грудня 1820) переведений до Кременчуцького піхотного полку. З 1821 – прапорщик. Од 1824 – підпоручик 17-го єгерського полку.
Від 1823 – член Південного товариства (див. Декабристів рух). Під час Черніговського полку повстання викликаний С.Муравйовим-Апостолом до м. Васильків на нараду. 11 січня 1826 (30 груд. 1825) виїхав до м-ка Біла Церква організувати підмогу повстанцям, проте був арештований і відправлений на гауптвахту 3-го піх. корпусу в м. Житомир, 26(14) січня переведений до головної квартири 1-ї армії у м. Могильов. 10 лютого (29 січня) 1826 ув'язнений у Петропавловській фортеці, де перебував до липня, після чого за наказом імператора Микола II відправлений в армію на Кавказ. Учасник російсько-турецької війни 1828–1829. Через хворобу звільнений у відставку 31(19) серпня 1830. Перебував під негласним наглядом поліції за місцем проживання в Тамбовській губернії (нині територія РФ).